# Gruppe
Um Gruppe era uma subdivisão de uma Geschwader na Luftwaffe.
Até a metade da Segunda Guerra Mundial, cada Gruppe era composto por três Staffeln (de 36 até 48 aviões), tendo aproximadamente 500 homens e era liderado pelo Gruppenkommandeur, sendo este normalmente um Major em unidades de bombardeiros e um Oberstleutnant e até um Hauptmann em unidades de caças.
No final do conflito, cada Gruppe passou a contar com quatro Staffeln, totalizando cerca de 48 até 64 aeronaves.
Os Gruppen operavam com grande autonomia entre si, distantes uns dos outros por distâncias muito grandes, o que era algo muito comum na Frente Russa.